# Welttag des Radios

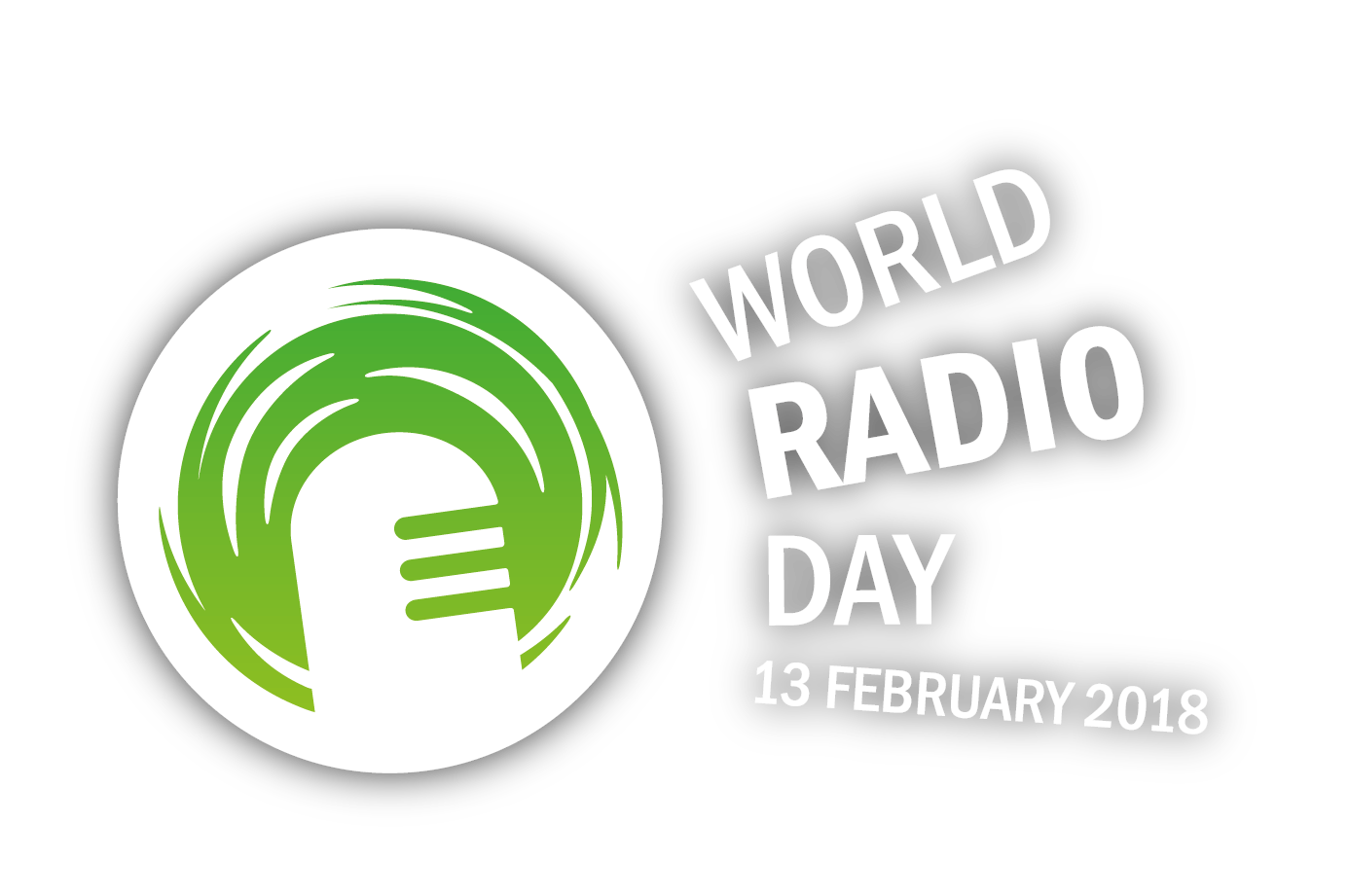
Logo des World Radio Day 2018

Der Welttag des Radios (englisch World Radio Day; kurz: Weltradiotag) wird am 13. Februar begangen. Er fand 2012 zum ersten Mal statt. Die Generalkonferenz der UNESCO hat den Weltradiotag in Erinnerung an die Gründung des United Nations Radio am 13. Februar 1946 aufgerufen. Der Beschluss fiel auf der Generalkonferenz vom 3. November 2011 auf Anregung Spaniens.